# Dietrich Wilhelm von Krevet
Dietrich Wilhelm von Krevet (* unbekannt; † 1638) war Domherr in Münster.

## Leben
Dietrich Wilhelm von Krevet entstammte der Paderborner Ministerialenfamilie Krevet und war der Sohn des Wilhelm von Krevet zu Verne und Salzkotten und dessen Gemahlin Anna Maria von Westphalen zu Fürstenberg. Dieser gründete im Jahre 1607 die Krewetburg nahe der Stadt Salzkotten.
Am 9. Juni 1610 nahm Dietrich Wilhelm Besitz von einer münsterschen Dompräbende und wurde auf die Geschlechter Westphalen, Morrien, Krevet und Hanxleden aufgeschworen. Er absolvierte ein Studium an der Universität Padua und legte am 27. Juli 1618 das Studienzeugnis vor.
Am 11. Februar 1626 verzichtete er zu Händen des Turnars Arnold von Vittinghoff gen. Schell. Dieser nominierte Ludolf Jobst von Schorlemer als Nachfolger. Dietrich Wilhelm heiratete später Anna Maria von Eppe. 1638 starb er als letzter seines Geschlechtes.